# The Rolling Stone Album Guide
The Rolling Stone Album Guide, раніше відомий як «The Rolling Stone Record Guide» — книга, яка містить професійні музичні огляди, написані та відредаговані співробітниками журналу Rolling Stone. Вперше видана 1979 році, перевидана востаннє — у 2004 році. Посібник можна побачити на сайті «Оцініть свою музику», а список альбомів, яким гід надав п'ятизірковий рейтинг, можна переглянути на Rocklist.net.